# اوال‌سی
او ال سی (به انگلیسی OLC)، مرکز آموزش زبان انگلیسی مجازی و آنلاین در ایران است. این سایت آموزشی در سال ۲۰۰۱ میلادی تأسیس شده‌است. البته قبل از سال ۱۹۹۰ دانشگاه ایندیانا که یکی از قدیمی‌ترین موسسات آموزش غیرحضوری جهان است در ایران نمایندگی فعال داشت و موسسات آموزش زبان انگلیسی دیگر هم وجود داشتند اما OLC در نوع خود جدید بود.
در زمان راه اندازی OLC تعداد کاربران اینترنت در ایران کمتر از ۱۰۰٬۰۰۰ نفر بوده‌است اما با توسعه اینترنت در ایران علاوه بر توسعه سایت OLC سرویس‌های مشابه آموزشی دیگر نیز راه اندازی شده‌اند.
او ال سی OLC مخفف Open Learning Center یا مرکز آموزش آزاد یا مرکز آموزش باز می‌باشد. این بدین معناست که او ال سی دوره‌های آموزش بدون محدودیت برگزار می‌کرد.
فیلد تخصصی او ال سی آموزش زبان انگلیسی به افرادی است که با توجه به شرایط کاری و زندگی امکان شرکت در کلاس‌های حضوری را ندارند؛ یا به دلیل محدودیت‌های مالی و فاصله امکان حضور در کلاس حضوری را ندارند.

## استاندارد
سایت OLC با ASP و VBscript برنامه‌نویسی شده‌است و از بانک اطلاعاتی MS SQL استفاده می‌کند. همچنین در طراحی آموزشگاه مجازی این سایت از Ajax به صورت کامل استفاده شده‌است. پلت فورمی که برای طراحی آموزشگاه مجازی استفاده شده مشابه jQuery است اما بطور کامل از آن استفاده نشده و یک سیستم مشابه jQuery به صورت اختصاصی برای آن طراحی شده‌است.

## ابزار
کتابخانه، انجمن، پرسش و پاسخ، رادیو اینترنت، پادکست، منابع از بخش‌های اصلی این سایت است.